# Nautilidae
Famille
Nautilidae est une famille de nautiles (mollusques céphalopodes : les céphalopodes sont des animaux ayant des bras munis de ventouses directement rattachés à leur tête, par exemple les pieuvres).

## Origine et évolution
Les Nautilidae auraient divergé des autres Nautiloidea (dont ils sont la seule famille encore en vie) au Dévonien (419,2 ±3,2 à 358,9 ±0,4).

## Liste des genres
| Selon World Register of Marine Species (15 janvier 2019) : - genre Allonautilus Ward & Saunders, 1997 -- 1 espèce actuelle - genre Eutrephoceras Hyatt, 1894 † - genre Nautilus Linnaeus, 1758 -- 4 espèces actuelles | Selon BioLib (27 janvier 2018) : - genre Allonautilus Ward & Saunders, 1997 - genre Nautilus Linnaeus, 1758 - genre Cenoceras Hyatt, 1884 † - genre Deltocymatoceras Kummel, 1956 † - genre Rhyncholites Biguet, 1819 † |